# Mitromorpha popeae
Mitromorpha popeae is een slakkensoort uit de familie van de Mitromorphidae. De wetenschappelijke naam van de soort is voor het eerst geldig gepubliceerd in 2006 door Faber.